# Samtgemeinde Polle
Die Samtgemeinde Polle war von 1973 bis 2009 eine Samtgemeinde beiderseits der oberen Weser im Landkreis Holzminden in Niedersachsen mit Sitz in Polle.

## Samtgemeindegliederung

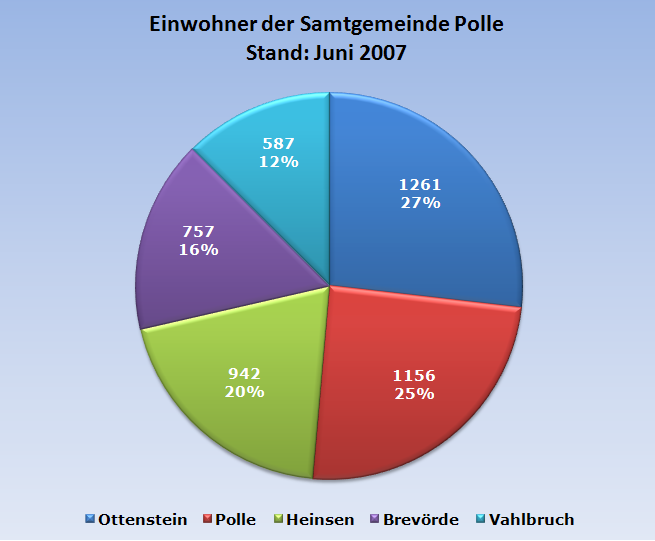
Einwohner in den Mitgliedsgemeinden der Samtgemeinde Polle im Juni 2007

Zur Samtgemeinde gehörten Brevörde (mit Grave), Heinsen, die beiden Flecken Ottenstein (mit Lichtenhagen und Glesse) und Polle sowie Vahlbruch (mit Meiborssen).

## Geschichte
Die Samtgemeinde Polle entstand am 1. Januar 1973 durch das Gesetz zur Neugliederung der Gemeinden im Raum Holzminden aus ehemals selbständigen Gemeinden der Landkreise Hameln-Pyrmont und Holzminden.
Im Dezember 1996 lebten 5.203 Einwohner in der Samtgemeinde.
Im Jahr 2006 war die Samtgemeinde Polle mit 4.715 Einwohnern eine der wenigen Gemeinden in Niedersachsen mit nur einer geringen Schuldenlast von 97 Euro je Einwohner. Der Landesdurchschnitt der 138 Samtgemeinden betrug 906 Euro je Einwohner.
Am 23. März 2009 vereinbarten die Samtgemeinderäte der Samtgemeinde Polle und der Samtgemeinde Bodenwerder in Buchhagen eine Fusion zur neuen Samtgemeinde Bodenwerder-Polle zum 1. Januar 2010.

## Politik

### Samtgemeinderat
- Der Samtgemeindebürgermeister
- CDU 8 Sitze
- SPD 6 Sitze

### Samtgemeindebürgermeister
- 2006–2010: Willi Bost (parteilos)
- (2000): Ernst Wettschereck (SPD)

### Samtgemeindedirektor
- (2000)-2006: Willi Bost

### Wappen
Blasonierung: Von Rot und Blau gespalten und belegt mit einem erniedrigten silbernen Wellenbalken;
über dem Balken vorn fünf zusammengebundene goldene Ähren, hinten ein aufrechter, rotbewehrter und golden gekrönter, silberner Löwe.

## Kultur und Sehenswürdigkeiten

### Bauwerke
Von Bedeutung ist die Ruine der mehr als 700 Jahre alten Burg in Polle, ehemals Sitz der Grafen von Everstein. Der Eversteinsche Löwe ist heute noch die dominierende Figur im Wappen des Landkreises Holzminden, zu dem die Samtgemeinde gehört.